# Gyrophaena fuscicollis
Gyrophaena fuscicollis är en skalbaggsart som beskrevs av Thomas Casey 1906. Gyrophaena fuscicollis ingår i släktet Gyrophaena och familjen kortvingar. Inga underarter finns listade i Catalogue of Life.